# Jolonica suffusa
Jolonica suffusa är en armfotingsart som först beskrevs av Cooper 1973.  Jolonica suffusa ingår i släktet Jolonica och familjen Frenulinidae. Inga underarter finns listade i Catalogue of Life.